# Alizé Cornet
Alizé Cornet (pronúncia francesa: [alize kɔʁnɛ]; nascida em 22 de janeiro de 1990) é uma ex-tenista profissional francesa. 
Ela ganhou seis títulos de simples e três de duplas no WTA Tour, bem como nove títulos de simplese seis de duplas no Circuito Feminino da ITF. Em 16 de fevereiro de 2009, ela alcançou sua classificação mais alta de simples WTA, no 11º lugar mundial. Cornet também fez a segunda semana em cada um dos quatro eventos do Grand Slam, tendo chegado às quartas de final no Australian Open de 2022 e à quarta rodada no Torneio de Wimbledon de 2014, no Aberto da França de 2015 e 2017 e no US Open de 2020. Ela detém o recorde de aparições consecutivas em torneios do Grand Slam com 64 e também em sétimo lugar em aparições gerais com 67.
Cornet ficou conhecida por derrotar a número 1 do mundo, Serena Williams, em três ocasiões em 2014. No Dubai Tennis Championships, ela conquistou uma vitória por dois sets sobre Williams nas semifinais, o que resultou em Cornet alcançando sua maior final de simples em quase seis anos. Em julho, no campeonato de Wimbledon, ela voltou de um primeiro set perdido para derrotar Williams na terceira rodada, dando à americana sua primeira eliminação no torneio desde 2005. Sua terceira vitória veio na segunda rodada de Wuhan no Finals daquele ano, onde Williams se retirou devido a um mal estar.
Também tem um recorde júnior impressionante, alcançando o 8º lugar no ranking júnior combinado, o melhor da carreira, em 11 de junho de 2007. Ela ganhou seu único título de Grand Slam júnior no Aberto da França de 2007.
A francesa, que já havia dado indicações de que pretendia encerrar a carreira no tênis, recebeu um convite para participar do Aberto da França de 2024. Apesar de perder a partida da primeira rodada para Zheng Qinwen, logo após, além das costumeiras entrevistas, houve uma cerimônia na quadra Philippe Chatrier, onde foi oficialmente registrado o encerramento da carreira de Cornet no tênis. No entanto, ela teve ainda mais duas chaves a disputar, e seu último jogo mesmo foi em duplas mistas: com Nicolas Mahut, caiu na 1ª fase da modalidade, para Laura Siegemund e Édouard Roger-Vasselin, em 2 de junho.
Ela é a terceira jogadora com mais participações em torneios do Grand Slam (72), logo depois de Venus Williams (93) e Serena Williams (81).
Em março de 2025, anunciou seu retorno ao circuito e em abril participou do Open Internacional Femení Solgironès.

## Carreira profissional

### 2005–2007
Cornet fez sua estreia em simples no Grand Slam aos 15 anos no Aberto da França de 2005, depois de receber um "wild card" para a chave principal de simples. Chegando a esse torneio classificada apenas em 645º lugar no ranking, ela derrotou Alina Jidkova, 71ª colocada no ranking, na primeira rodada, antes de perder para a terceira cabeça de chave, Amélie Mauresmo, na segunda rodada.
No Aberto da França de 2006, Cornet derrotou Virginia Ruano Pascual, da Espanha, na primeira rodada, antes de perder para Tathiana Garbin na segunda.
Cornet não conseguiu repetir esse desempenho no Aberto da França de 2007, onde perdeu na primeira rodada para a 26ª cabeça de chave, Venus Williams. Ela fez sua estreia em simples em Wimbledon em 2007. Nesse torneio, ela foi derrotada na fase final da qualificatória por Olga Govortsova, mas chegou à chave principal como uma "lucky loser" quando Li Na desistiu. Cornet derrotou Maria Kirilenko na primeira rodada da chave principal antes de perder para a experiente cabeça de chave número 26, Ai Sugiyama, na segunda rodada em três sets. Em 2007, Cornet ganhou o título de simples do torneio de US$ 50k em Dnipropetrovsk, derrotando Stefanie Vögele na final. Ela fez sua estreia em simples no US Open de 2007. Nesse torneio, ela passou pela qualificatória e derrotou a cabeça de chave número 29, Samantha Stosur, e a não cabeça de chave Caroline Wozniacki na primeira e segunda rodadas, respectivamente, antes de perder para a terceira cabeça de chave, Jelena Jankovic.
Cornet terminou a temporada de 2007 nas posições 55 de simples e 364 de duplas no ranking da WTA.

### 2022-2024: Primeira quartas de final em Major, recorde de 69ª participação consecutiva, aposentadoria
Cornet chegou às quartas de final do Australian Open de 2022, derrotando a búlgara vinda da qualificatória Viktoriya Tomova, a número 3 do mundo Garbiñe Muguruza, a 29ª cabeça de chave Tamara Zidanšek e a 14ª cabeça de chave Simona Halep no caminho. Esta foi a primeira aparição de Cornet nas quartas de final de um Major, finalmente alcançanda em sua 63ª tentativa. No entanto, ela perdeu a partida das quartas de final para Danielle Collins.
Com sua participação no Torneio de Wimbledon de 2022, Cornet empatou o recorde estabelecido por Ai Sugiyama de 62 participações consecutivas no Grand Slam. Na terceira rodada, ela derrotou a número 1 do mundo, Iga Świątek, e encerrou sua sequência de 37 vitórias consecutivas. Isso marcou a segunda vez que ela venceu o atual número 1 do mundo em Wimbledon (depois de Serena Williams em 2014). Na quarta rodada, Cornet perdeu para Ajla Tomljanović em uma partida de três sets com duração de 2 horas e 34 minutos.
Na primeira rodada do US Open de 2022, estabelecendo seu recorde de 63ª participação consecutiva em Majors, ela surpreendeu a defensora do título, Emma Raducanu, em sets diretos. Em seguida, ela derrotou Kateřina Siniaková, mas perdeu para Danielle Collins na terceira rodada, em sets diretos.
Cornet não teve muitos sucessos na temporada de 2023. Seus maioresdestaque foram: uma quartas de final no Trophée Clarins em maio, uma semifinal no Rothesay Open em junho, quartas de final no Ladies Open Lausanne em julho e no Prague Open em agosto, semifinais no Open delle Puglie em setembro, no Open Capfinances Rouen Métropole em outubro e no Creand Andorrà Open em novembro.
Em maio de 2024, Cornet anunciou sua aposentadoria do tênis depois de Roland Garros, torneio para o qual recebeu um "wild card". Ela jogou sua última partida de simples contra Zheng Qinwen na primeira rodada. Foi um recorde da "Era Aberta"" marcando sua 69ª participação consecutiva em Majors.

## Finais da WTA

### Simples: 9 (4 títulos, 5 vices)
| Legenda                                      |
| -------------------------------------------- |
| Grand Slam (0–0)                             |
| WTA Tour (0–0)                               |
| Tier I / Premier Mandatory & Premier 5 (0–1) |
| Tier II / Premier (0–1)                      |
| Tier III, IV & V / International (4–3)       |

| Status | N. | Data              | Torneio                                           | Piso     | Oponente            | Placar             |
| ------ | -- | ----------------- | ------------------------------------------------- | -------- | ------------------- | ------------------ |
| Perdeu | 1. | 2 Março 2008      | Abierto Mexicano Telcel, Acapulco, México         | Saibro   | Flavia Pennetta     | 0–6, 6–4, 1–6      |
| Perdeu | 2. | 18 Maio 2008      | Internazionali BNL d'Italia, Roma, Itália         | Saibro   | Jelena Janković     | 2–6, 2–6           |
| Venceu | 1. | 13 Julho 2008     | Budapest Grand Prix, Budapeste, Hungria           | Saibro   | Andreja Klepač      | 7–6(7–5), 6–3      |
| Perdeu | 3. | 26 Maio 2012      | Internationaux de Strasbourg, Estrasburgo, França | Saibro   | Francesca Schiavone | 4–6, 4–6           |
| Venceu | 2. | 17 Junho 2012     | Gastein Ladies, Bad Gastein, Áustria              | Saibro   | Yanina Wickmayer    | 7–5, 7–6(7–1)      |
| Venceu | 3. | 25 Maio 2013      | Internationaux de Strasbourg, Estrasburgo, França | Saibro   | Lucie Hradecká      | 7–6(7–4), 6–0      |
| Perdeu | 4. | 22 Fevereiro 2014 | Dubai Tennis Championships, Dubai, EAU            | Duro     | Venus Williams      | 3–6, 0–6           |
| Venceu | 4. | 13 Abril 2014     | BNP Paribas Katowice Open, Katowice, Polônia      | Duro (i) | Camila Giorgi       | 7–6(7–3), 5–7, 7–5 |
| Perdeu | 5. | 20 Setembro 2014  | Guangzhou Open, Guangzhou, China                  | Duro     | Monica Niculescu    | 4–6, 0–6           |

### Duplas: 4 (2 títulos, 2 vices)
| Legenda                                      |
| -------------------------------------------- |
| Grand Slam (0–0)                             |
| WTA Tour (0–0)                               |
| Tier I / Premier Mandatory & Premier 5 (0–0) |
| Tier II / Premier (0–0)                      |
| Tier III, IV & V / International (2–2)       |

| Status | N. | Data             | Torneio                                           | Piso   | Parceira           | Oponentes                             | Placar                |
| ------ | -- | ---------------- | ------------------------------------------------- | ------ | ------------------ | ------------------------------------- | --------------------- |
| Venceu | 1. | 13 Julho 2008    | Budapest Grand Prix, Budapeste, Hungria           | Saibro | Janette Husárová   | Ioana Raluca Olaru Vanessa Henke      | 6–7(5–7), 6–1, [10–6] |
| Venceu | 2. | 22 Maio 2010     | Internationaux de Strasbourg, Estrasburgo, França | Saibro | Vania King         | Alla Kudryavtseva Anastasia Rodionova | 3–6, 6–4, [10–7]      |
| Perdeu | 1. | 27 Agosto 2011   | Texas Tennis Open, Dallas, EUA                    | Duro   | Pauline Parmentier | Alberta Brianti Sorana Cîrstea        | 5–7, 3–6              |
| Perdeu | 2. | 20 Setembro 2014 | Guangzhou Open, Guangzhou, China                  | Duro   | Magda Linette      | Chuang Chia-jung Liang Chen           | 6–2, 6–7(3–7), [7–10] |

### Copa Hopman: 1 (1 título)
| Status | N. | Data           | Competição                    | Piso | Parceiro           | Oponentes                           | Placar |
| ------ | -- | -------------- | ----------------------------- | ---- | ------------------ | ----------------------------------- | ------ |
| Venceu | 1. | 4 Janeiro 2014 | Copa Hopman, Perth, Austrália | Duro | Jo-Wilfried Tsonga | Agnieszka Radwańska Grzegorz Panfil | 2–1    |